# Baltia (papillon)
Genre
Le genre Baltia regroupe des lépidoptères (papillons) de la famille des Pieridae, de la sous-famille des Pierinae et de la tribu des Pierini.

## Dénomination
Le genre a été décrit par Moore en 1878. 

## Taxinomie
Liste d'espèces :
- Baltia butleri (Moore, 1882)
- Baltia shawii (Bates, 1873)
- Baltia sikkima Fruhstorfer, 1903

## Distribution
Asie : nord du Pakistan, nord de l'Inde, Mongolie, Chine.